# Fântâna Blanduziei (revistă)
Fântâna Blanduziei a fost o foaie literară, politică și săptămânală înființată de Ion Gorun (Alexandru I. Hodoș) și frații săi Ulpiu și Nerva Hodoș, care a apărut la București, la 4 decembrie 1888, condusă de un comitet de redacție în frunte cu poetul Mihai Eminescu. Printre cei care i-au propus lui Eminescu să patroneze s-au numărat D.M. Marinescu-Marion, L. Gheorghe Nicoleanu-Fix, I. Popescu, N. Procopiu, I.S. Rădulescu-Gut, N. Țincu-Tall, Cesar Colescu-Vartic, Dionisie Miron și alții.
Motto–ul revistei era versul eminescian Unde vei găsi cuvântul ce exprimă adevărul, propus de Leon Gheorghe Nicoleanu (Nicoleanu-Fix), care a și reluat revista în serie nouă, după moartea poetului, în octombrie 1889.
Eminescu a scris în revistă până la numărul 6; de la acest număr Eminescu n-a mai scris nimic la Fântâna Blanduziei. Încetul cu încetul, mulți dintre cei care se angajaseră la o colaborare regulată au renunțat, astfel că pe numărul 12,13,14,15, și 16 publicul cititor nici n-a mai putut da de numele lor în ziar. Ba și aceia care scriau în ziar, nu mai scriau cu râvna de mai înainte. De aceea, la numerele 14, 15 și 16, numai cu mare greutate s-a putut face rost de banii trebuincioși pentru tipărirea și expedierea ziarului. În aceste condiții, L. Niculeanu, I. Popescu, Al. I. Hodoș, Cesar Colescu și Nerva Hodoș și-au dat demisia și s-au angajat la ziarul Universul iar alți colaboratori i-au declarat verbal redactorului șef că se retrag.
De la 9 aprilie 1889, o parte din colaboratorii revistei care se retrăseseră - frații Hodoș, L. Gh. Nicoleanu, I. Popescu – au întemeiat o nouă Revistă ,,Fântâna Blanduziei”, care a apărut între 1 octombrie și 30 decembrie 1889, ca serie nouă.
Din ambele serii ale Fântânii Blanduziei, în biblioteci lipsesc multe numere.